# Río Bolshói Zelenchuk
El río Bolshói Zelenchuk (en ruso: Большой Зеленчук, en karachái-bálkaro: Уллу Инджик, Ullu Indzhik en cabardiano: Инджыджышхуэ, Indzhydzhyshje; abaza: Йынджьыгь-Ду, Iyndzhyg-Du) es un río del Cáucaso Norte, perteneciente a la Federación de Rusia. Afluente del Kubán por su margen izquierda.

## Descripción
La longitud del río es de 158 km y su cuenca hidrográfica es de 2.730 km². Pasa por Karacháyevo-Cherkesia y los krais de Stávropol y Krasnodar. Se origina por la confluencia de los arroyos Arjyz, Psysh (nacido del monte Pshish, 3.790 m.) y Kizgych, en la vertiente norte de la cordillera principal del Cáucaso. En su curso superior está situado el poblado de Arjyz, lugar de partida de excursiones y viajeros, que cuenta con un interesante patrimonio arquitectónico (en Nizhni Arjyz) y un observatorio astrofísico. A su orilla izquierda se encuentran los terrenos del zapovédnik de Teberdá. En su curso medio deja en sus orillas Nizhniaya Yermolovka y Dausuz. Cerca de la stanitsa Zelenchúkskaya el río entra en la llanura. Pasa por Ílich, donde recibe a su principal afluente, el Kiafar, Novo-Isprávnenski, Plavni, Isprávnaya, Chojrak, Frolovski, Inzhichishjo, Udobno-Zelenchukski, Beslenéi, Zelenchuk-Mostovói, Vako-Zhile, Kyzyl-Togái, Staro-Kuvinsk, Baralki, Novokuvinsk, Sparta, Ersakón, Apsua, Kiyevo-Zhuraki, Kalinovski, Dubianski, Vorotnikovski, Vesióloye, Vorónezhskoye, Nóvaya Derevnia, Progrés, Ivánovskoye y Novozelenchukski. Desemboca en el Kubán cerca de la ciudad de Nevinnomysk. Parte del caudal del río es desviado hacia el Kubán por una desviación que sirve a la central hidroeléctrica Zelenchúkskaya GES. Entre los valles de los ríos Bolshói y Mali Zelenchuk se encuentran los montes Shisa, con cima en el monte Chórnye.
Aparte del Kiafar, otros afluentes, de sur a norte son el Revunok, el Rapochái y el Linevi (derecha), el Grojochushchaya (izquierda), el Gorojovaya y el Podorvanka (derecha), el Ruchéi (izquierda), el Tserkóvnaya (derecha), el Razmytaya Balka, el Olevenaya y el Vodiánaya(izquierda), el Jusa-Kardoníkskaya (derecha), el Mali Karabizhgon y el Bolshói Karabizhgon (izquierda),  el Tiómnaya (derecha), el Abrékskaya (izquierda), el Beteg, el Río Psysako, el Batoko y el Kosladzhan (derecha), el Bolshói Shcheblonok y el Sujói Ruchéi (izquierda).

## Galería

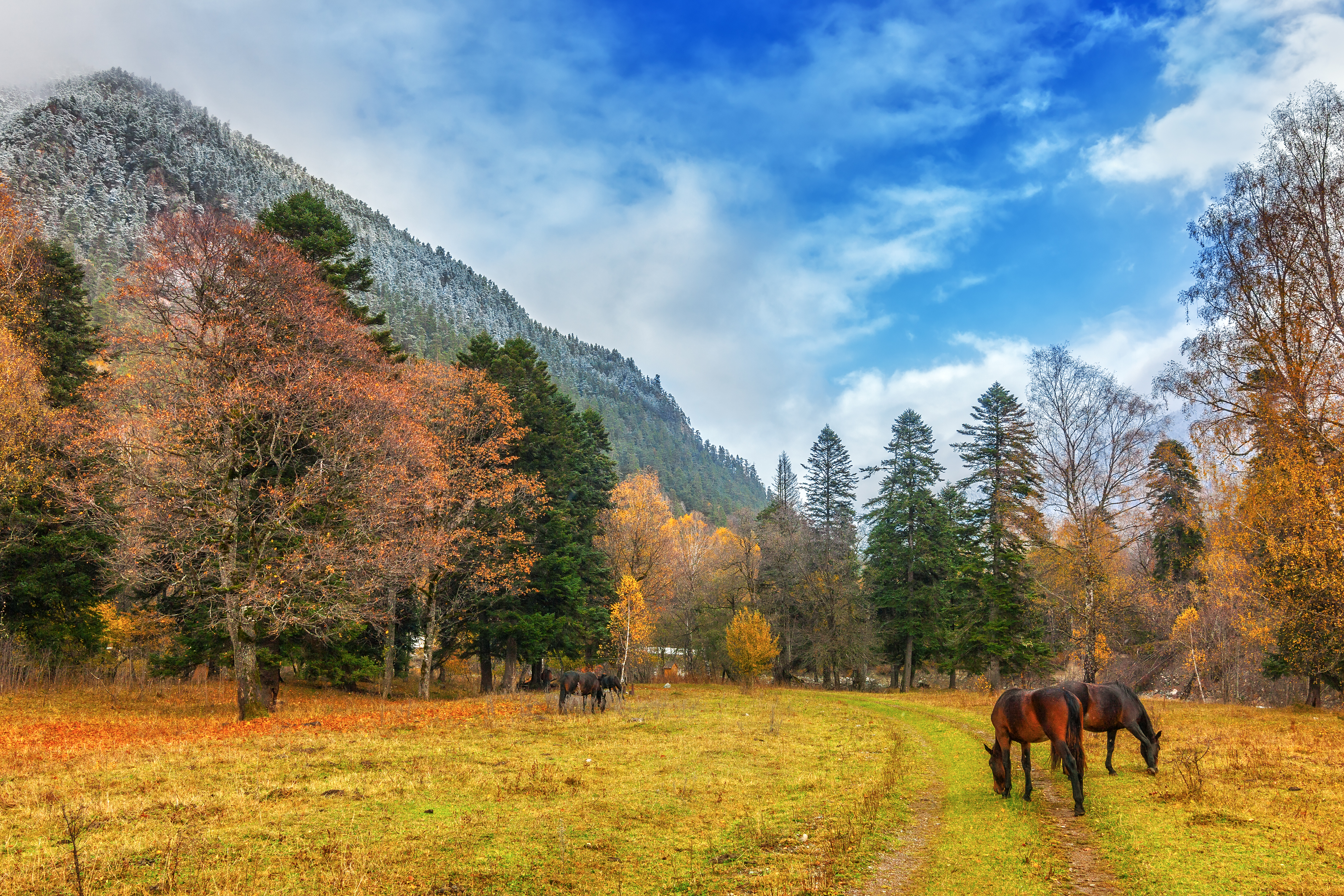
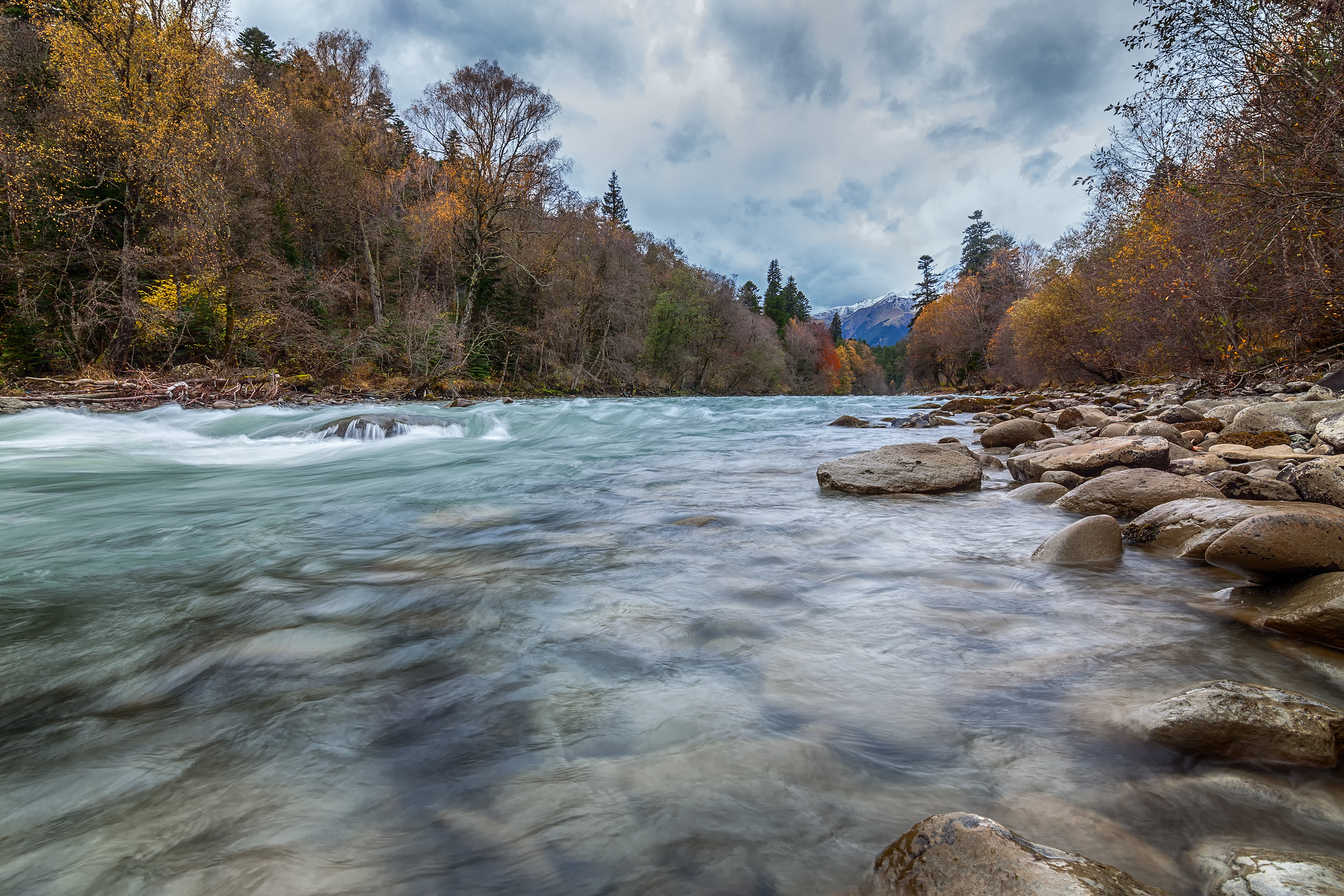
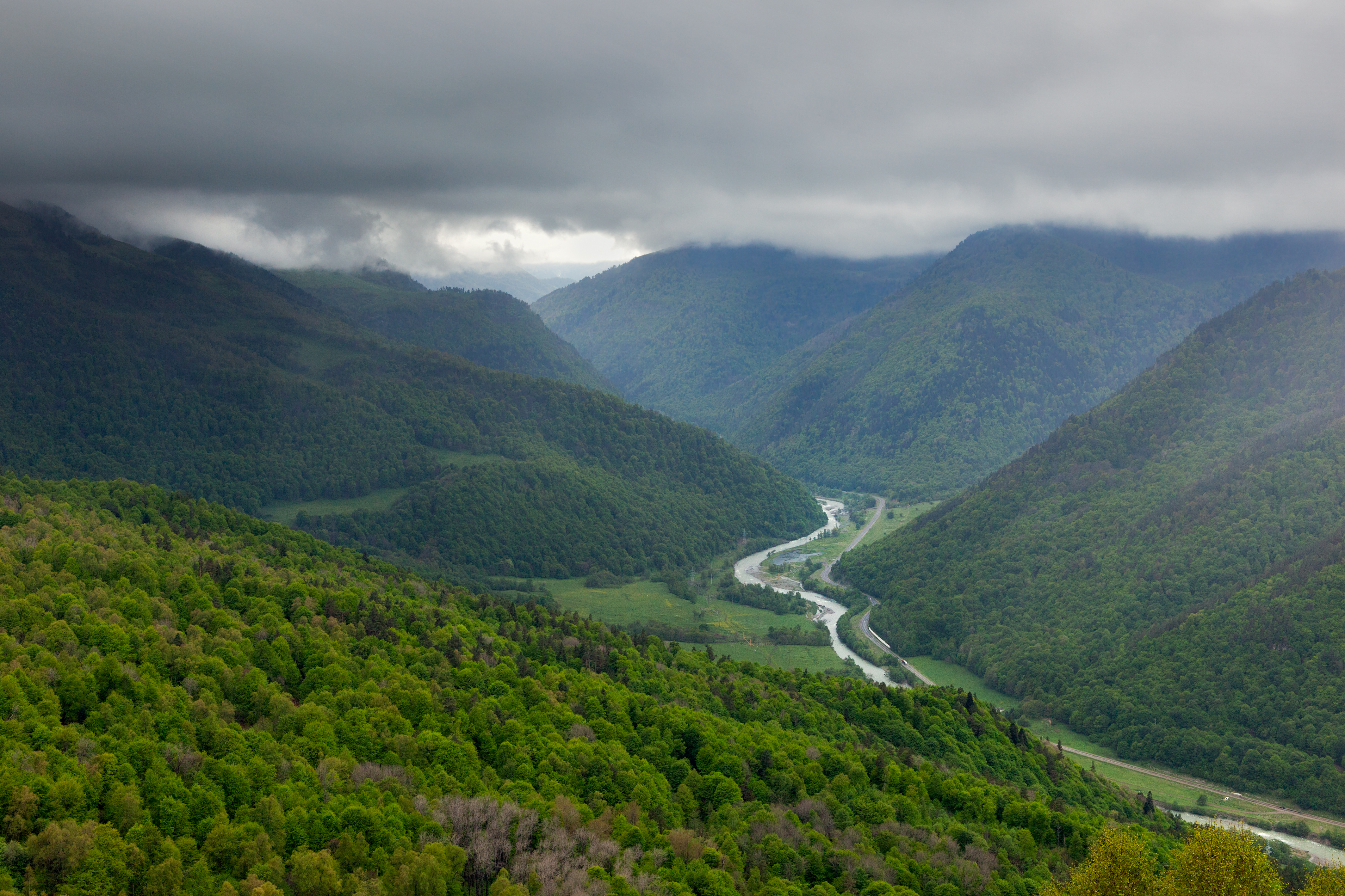